# اسبب (مناخة)

تعديل مصدري - تعديل

اسبب هي إحدى قرى عزلة بني جربن بمديرية مناخة التابعة لمحافظة صنعاء، بلغ تعداد سكانها 43 نسمة حسب تعداد اليمن لعام 2004.